# Il Maestrale
Il Maestrale è una casa editrice italiana fondata a Nuoro nel 1992 e concentrata su narratori sardi, sia noti sia emergenti. Pubblica anche saggi (storia, critica letteraria, antropologia) e poesia.

## Storia
Dal 1996, si è occupata della riedizione dei romanzi di Sergio Atzeni: Il quinto passo è l'addio e Passavamo sulla terra leggeri e di alcuni altri di Maria Giacobbe, di Giulio Angioni e di Francesco Masala. Segue poi il lancio di Marcello Fois con Sempre caro nel 1998 e la scoperta di Salvatore Niffoi con Il viaggio degli inganni (1999).

## Autori
Nel decennio 1998-2008 è divenuto il principale soggetto dell'editoria sarda ed editore di riferimento per le nuove leve della narrativa sarda, che ha portato all'affermazione nazionale e internazionale (con molte traduzioni all'estero). Fra gli autori isolani del suo catalogo: Francesco Abate, Giulio Angioni, Sergio Atzeni, Bachisio Bandinu, Salvatore Cambosu, Alberto Capitta, Grazia Deledda, Alessandro De Roma, Giuseppe Dessì, Maria Giacobbe, Marcello Fois, Gavino Ledda, Paolo Maccioni, Giacomo Mameli, Salvatore Mannuzzu, Luciano Marrocu, Francesco Masala, Alberto Masala, Savina Dolores Massa, Salvatore Niffoi, Salvatore Satta, Flavio Soriga, Giorgio Todde, cioè buona parte di quella che si dice Nouvelle vague letteraria sarda, o Nuova letteratura sarda.
Fra gli autori italiani ha pubblicato Carmine Abate, Luigi Bernardi, Luca Ciarabelli, Pier Paolo Giannubilo, Massimo Miro, Alessandra Neri, Giampaolo Pansa, Franco Stelzer, Heman Zed, Ade Zeno.
Fra le opere straniere ha pubblicato gli inediti di Jack Kerouac, i romanzi di Patrick Chamoiseau, l'opera poetica di Serge Pey, le storie okinawane di Eiki Matayoshi, il franco-algerino Hubert Haddad, la catalana Margarida Aritzeta, il franco-romeno Petru Dumitriu.